# Romexpo

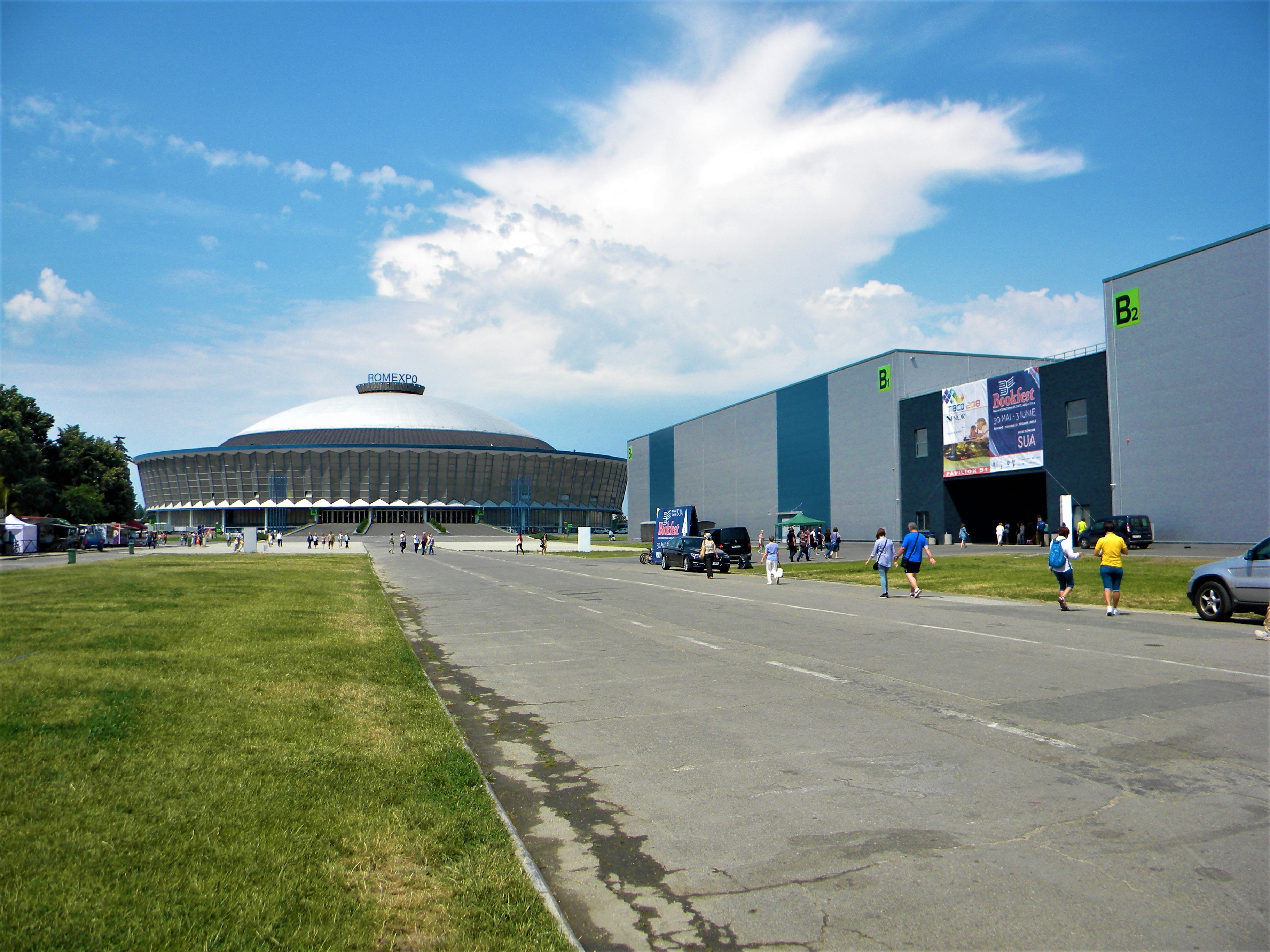
Romexpo

Romexpo ist das größte Messegelände in Rumänien. Es befindet sich am Platz der freien Presse in Bukarest. Die Gesamtfläche der Anlage beträgt 421.700 m²; sie besitzt 42 Pavillons und auf 35.000 m² 2.200 Parkplätze. Jährlich werden hier über 40 Messen und Ausstellungen von Ausstellern aus Rumänien und aus dem Ausland organisiert. Im Jahr 2006 verfügte der Komplex über 7209 Aussteller, davon 5402 rumänische und 1807 ausländische.
Zu den wichtigsten Veranstaltungen, die in jedem Jahr auf dem Messegelände Romexpo stattfinden, gehören: Die Internationale Messe für Konsumgüter Bukarest (TIBCO), die Internationale Ausstellung von Baby-Artikeln, Spielzeug und Spielen (KIDEX), die Internationale Messe der Möbel, Holzprodukte, Möbelbeschläge und Dekoration (TIMB), die Internationale Messe für die Druckindustrie (PRINT SHOW), die Internationale Tourismus-Messe von Rumänien (ITF), die Internationale Buch- und Bildungsmesse (GAUDEAMUS) und weitere. Der Komplex wird von der Firma Romexpo verwaltet. Der Umsatz des Unternehmens betrug im Jahr 2007 etwa 23 Millionen Euro.
Im September 2020 beschloss das rumänische Parlament, das Messegelände an die Industrie- und Handelskammer Rumäniens abzugeben, wo in einem Großprojekt durch einen privaten Investor Wohn- und Geschäftsräume sowie Hotels und drei Museen entstehen sollen.